# Kystzone
Kystzonen (engelsk: Littoral zone) eller nærkysten er en del af et hav, en sø eller en flod, der er tæt på kysten. I kystområder strækker kystzonen sig fra højpunktet for vandstanden, som sjældent oversvømmes, til kystområder der er permanent under vand. Kystzonen omfatter altid tidevandzonen og begreberne anvendes ofte synonymt, omend kystzonen kan strække sig længere end tidevandzonen.
| Geografi/geologi | Spire Denne artikel om geografi er en spire som bør udbygges. Du er velkommen til at hjælpe Wikipedia ved at udvide den. |